# IC 681
IC 681 је спирална галаксија у сазвјежђу Пехар која се налази на листи објеката дубоког неба у Индекс каталогу.
Деклинација објекта је - 12° 8' 25" а ректасцензија 11h 18m 31,9s. Привидна величина (магнитуда) објекта IC 681 износи 14,1 а фотографска магнитуда 14,8. IC 681 је још познат и под ознакама MCG -2-29-17, PGC 34572.